# Lego Mindstorms EV3

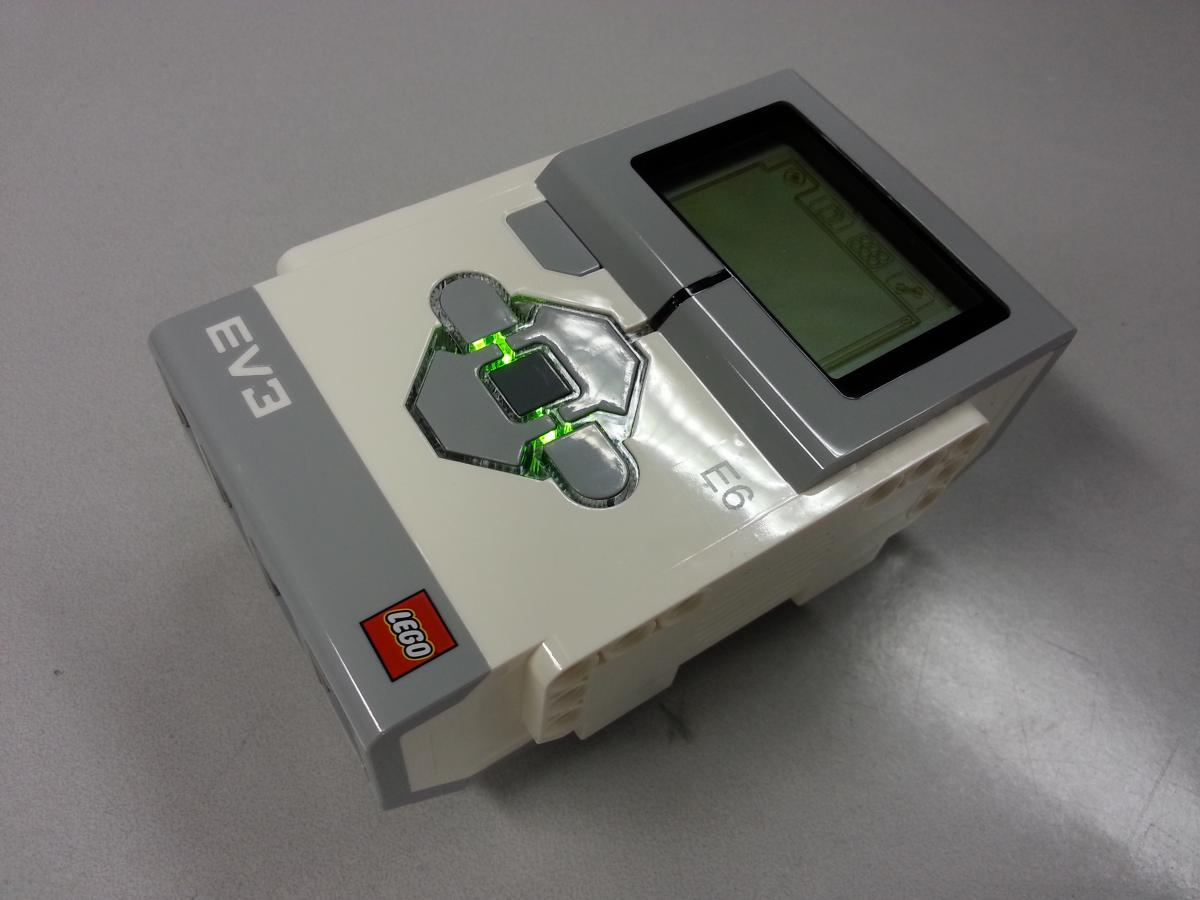
Елемент Lego Mindstorms EV3

Lego Mindstorms EV3 — це комплект робототехніки третього покоління в лінії Lego Mindstorms. Це спадкоємець комплекту Lego Mindstorms NXT 2.0 другого покоління. Позначення «EV» стосується «еволюції» лінійки продуктів Mindstorms. «3» відноситься до того, що це третє покоління комп'ютерних модулів — спочатку був RCX, а другий — NXT. Він був офіційно оголошений 4 січня 2013 року і був випущений в магазини 1 вересня 2013 року. Видання з випуску було випущено 1 серпня 2013 року. За цим набором існує багато конкурсів. Серед них — Перша Ліга Ліги та Світова Олімпіада з Роботів.

## Огляд
Найбільша зміна від Lego Mindstorms NXT і NXT 2.0 до EV3 — це технологічні досягнення в програмованій цегли. Основний процесор NXT був мікроконтролером ARM7, тоді як EV3 має більш потужний процесор ARM9 під керуванням Linux. Роз'єм USB та слот Micro SD (до 32 Гб) є новими для EV3. Планується побудувати 5 різних роботів: EV3RSTORM, GRIPP3R, R3PTAR, SPIK3R і TRACK3R. Lego також випустив інструкції в Інтернеті для створення 12 додаткових проектів: ROBODOZ3R, BANNER PRINT3R, EV3MEG, BOBB3E, MR-B3AM, RAC3 TRUCK, KRAZ3, EV3D4, EL3CTRIC GUITAR, DINOR3X, WACK3M і EV3GAME. Він використовує програму Mindstorm для написання коду за допомогою блоків замість рядків. Однак його також можна запрограмувати на реальному роботі та зберігати.
Комплект EV3 Home (31313) складається з: 1 EV3 програмованої цегли, 2 великих двигунів, 1 середнього двигуна, 1 датчик дотику, 1 датчик кольору, 1 інфрачервоний датчик, 1 пульт дистанційного керування, кабелі, USB-кабель та 585 елементів TECHNIC.
Набір освітлювальних освітлювальних EV3 Core Set (45544) складається з: 1 EV3 програмованої цегли, 2 великих двигунів, 1 середнього двигуна, 2 датчиків сенсора, 1 кольорового сенсора, 1 гіроскопічного датчика, 1 датчик ультразвуку, кабелі, USB-кабель, 1 акумулятор і 547 TECHNIC elements..
Розширювальний комплект для освітнього набору, який можна придбати окремо, містить 853 елементи Lego. Однак набір розширень та навчальний комплект не містять достатньо компонентів, необхідних для побудови більшості роботів роздрібного набору. Це контрастує з NXT; навчальний комплект у поєднанні з набором ресурсів може побудувати будь-який роздрібний дизайн. Навчальний комплект EV3 був випущений на місяць раніше, ніж роздрібний набір, 1 серпня 2013 року. Роботи, які можуть бути побудовані з набором основних навчальних програм, — робот-тренер EV3, GyroBoy, Color Sorter, Puppy та Robot Arm H25 . Роботи, які можна побудувати з розширенням, — це танковий бот, Znap, альпініст, слон та пульт дистанційного керування. Інший робот, який може бути побудований з парою основних наборів, і комплект розширення є Spinner Factory. Hitechnic датчики NXT's Блоки можуть бути використані з EV3 & NXT.
Датчики NXT можуть використовуватися з EV3. Він може завантажувати альтернативну операційну систему з карти microSD, що дає змогу запускати ev3dev, операційну систему на базі Debian Linux.

## Сумісність
Всі датчики NXT, двигуни та елементи будівлі працюють з EV3, а при підключенні вони розпізнаються як датчики / мотори NXT. Датчики EV3 не працюють з двигунами NXT, але EV3. Цегла NXT може бути запрограмована програмним забезпеченням EV3, але не має деяких програмних функцій. Коли ви використовуєте програмне забезпечення EV3 для програмування NXT, ви повинні завантажити додаткові блоки програмування, такі як датчик UltraSonic (який входить до стандартного комплекту NXT, але не стандартний комплект EV3). Цегла EV3 не може бути запрограмована стандартним програмним забезпеченням NXT, але деякі сторонні програми підтримують обидві системи.

## Відомі роботи, виконані за допомогою платформи EV3
Брайго — це роботовий принтери для Брайлів, розроблені Шубхом Банерджі, 12-річним хлопчиком з Санта-Клари, штат Каліфорнія, у регіоні Силіконової долини. Це модифікована версія проекту BANNER PRINT3R, розроблена Ральфом Хемпелем. Його низька вартість (354 дол. США) є перевагою перед типовими принтерів Брайля (ціна може коштувати більше $ 2000).
CubeStormer III — це робот, який вирішує кубик Рубіка, колишній рекорд рекордсменів рекордів Гіннесса для найшвидшого робота Robike's Cube, який вирішує роботу — 3,256 секунди. Попередній рекорд 5,27 секунд був проведений компанією CubeStormer II, яка була побудована з попередніми поколіннями NXT. CubeStormer III пробив рекорд 15 березня 2014 року.
Lego Bookreader — це програма для читання цифрових книг з комплекту EV3, яка може оцифровувати паперові книги.

## Покращення
На платформі EV3 AM1808 з невеликим хаксом можна подвоїти роздільну здатність кодера. Увімкнувши переривання на краю на лінійці кодера B (за назвою лінійки напрямків за Lego), замість 360 можна збільшити 720 кроків. Це покращення забезпечує більш плавне обертання при низькій швидкості та кращому керуванні положенням. Це зламання не було можливим в NXT через обмеження апаратного забезпечення. Модифіковане програмне забезпечення, що реалізує цю модифікацію, називається EV3.14.